# François Jaupain
 (mai 2018).
François Jaupain (? - 1726) est directeur général des postes des Pays-Bas espagnols puis autrichiens de 1706 à 1725, et l'un des informateurs de John Churchill duc de Marlborough.

## Biographie
Durant son mandat, il est payé par John Churchill duc de Marlborough, auquel il fournit des copies de correspondances interceptées pour qu'elles soient déchiffrées dans les chambres noires de Londres et La Haye. Durant la période de trouble que connait l'Europe à cette époque, la majorité des lettres qui partent de France et arrivent aux Pays-Bas sont ouvertes, notamment celles en provenance de Paris, pour informer les Anglais,,,.
En 1707 et 1708, il accompagne même  le duc de Marlborough sur le champ de bataille pour former une unité de renseignement militaire qui s'informait sur les mouvements de troupe et d'approvisionnement.
Il meurt en 1726 à Bruxelles.